# 로즈마리 케네디
로즈 마리 "로즈마리" 케네디(영어: Rose Marie "Rosemary" Kennedy, 1918년 9월 13일 ~ 2005년 1월 7일)는 조지프 P. 케네디 시니어와 로즈 피츠제럴드 케네디의 맏딸이었다. 존 F. 케네디 대통령과 로버트 F. 케네디, 테드 케네디 상원의원의 누이였다.
초기 성인기에 로즈마리 케네디는 "점점 더 짜증을 내고 다루기 힘들어졌다". 이러한 문제에 대응하여, 그의 아버지는 1941년 그가 23세일 때 뇌엽 절제술을 주선했다. 이 시술로 인해 그는 영구적으로 무력해졌고 명확하게 말을 할 수 없게 되었다.
로즈마리 케네디는 남은 생의 대부분을 위스콘신주 제퍼슨에 있는 세인트 콜레타 시설에서 돌봄을 받으며 보냈다. 그의 상황과 소재에 대한 진실은 수십 년 동안 비밀로 유지되었다. 뇌엽 절제술 이후 처음에는 형제자매들과 대가족으로부터 고립되었지만, 로즈마리는 후년에 그들을 방문하기도 했다.

## 가족과 어린 시절

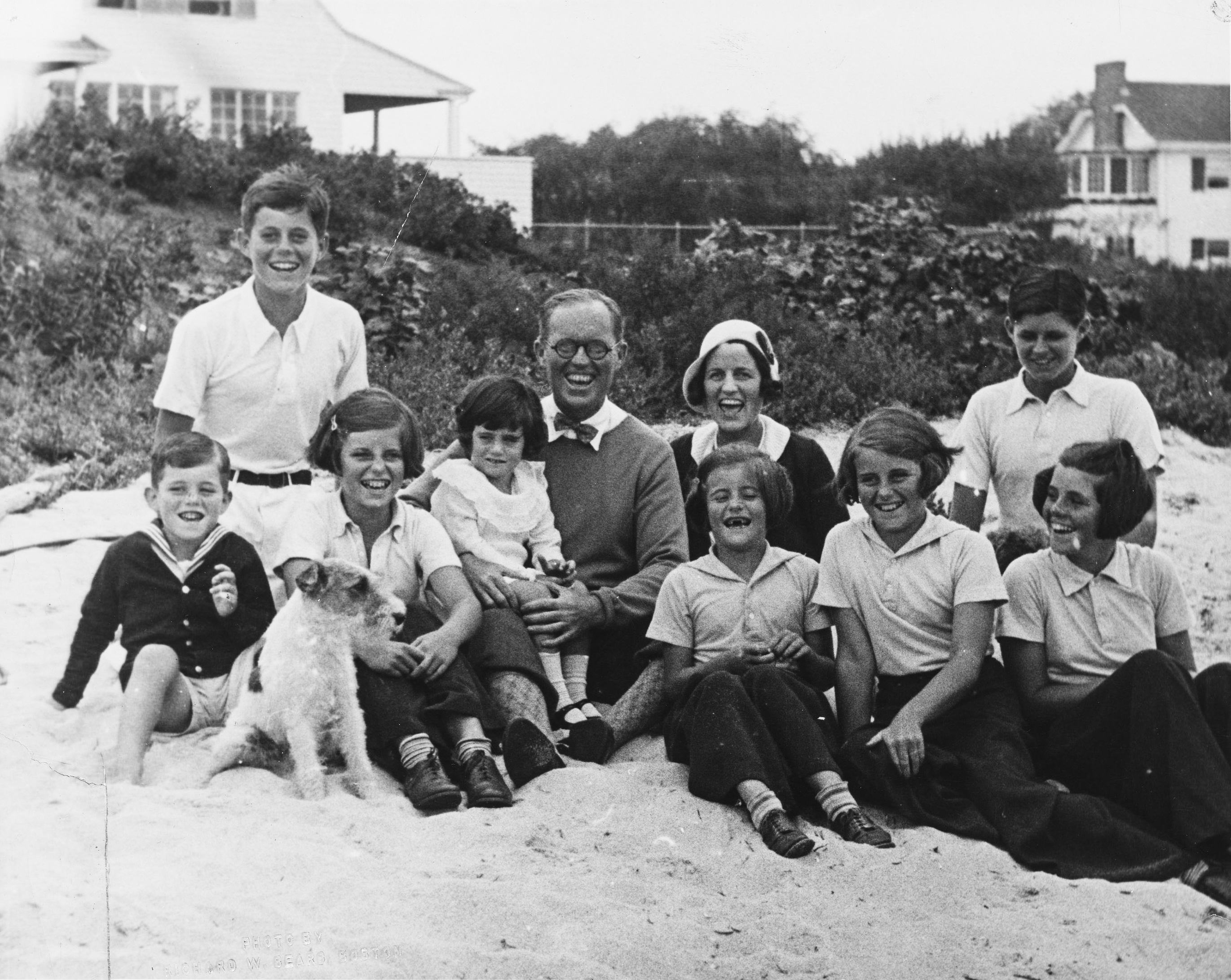
1931년 매사추세츠주 히아니스 항구에서 케네디 가족. 로즈마리는 맨 오른쪽에 있다.

로즈마리 케네디는 1918년 9월 13일 매사추세츠주 브루클린에 있는 부모의 집에서 태어났다. 그는 조지프 P. 케네디 시니어와 로즈 피츠제럴드의 세 번째 자녀이자 첫 딸이었다. 이름은 어머니의 이름을 따서 지어졌으며, 보통 로즈마리 또는 로지(Rosie)라고 불렸다. 그가 태어날 때, 스페인 독감의 대유행으로 인해 의사가 즉시 도착하지 못했고, 간호사는 로즈 케네디에게 다리를 닫고 있으라고 지시했다. 이로 인해 아기의 머리가 2시간 동안 산도에 머물러 있게 되었다. 이 행위로 인해 유해한 산소 부족이 발생했다. 로즈마리가 자라기 시작하면서, 부모는 그가 일반적으로 사람이 특정 월령이나 나이에 도달하는 기본적인 발달 단계에 이르지 못하고 있다는 것을 알아차렸다. 두 살 무렵에는 앉기, 기어가기, 걷기를 배우는 데 어려움을 겪었다.
케네디의 삶에 대한 기록들은 그가 지적 장애가 있었음을 나타냈지만, 일부에서는 케네디 가족이 설명한 그의 장애의 성격과 범위에 대해 의문을 제기하기도 했다. 한 전기 작가는 로즈 케네디가 친구들에게 비밀을 털어놓지 않았으며, 직계 가족 이외의 친척들은 로즈마리의 장애에 대해 전혀 알지 못한 채 그가 정상적으로 발달하고 있는 것처럼 가장했다고 썼다. 개인 교사들의 도움에도 불구하고, 로즈마리는 읽기와 쓰기를 배우는 데 어려움을 겪었다. 11살 때, 그는 펜실베이니아의 지적 장애인을 위한 기숙학교로 보내졌다.
16살 때, 케네디는 로드아일랜드주 프로비던스의 엘름허스트에 있는 성심 수녀원으로 보내졌고, 그곳에서 다른 학생들과 분리되어 교육받았다. 두 명의 수녀와 뉴턴 선생이라는 특별 교사가 별도의 교실에서 그와 하루 종일 함께 일했다. 케네디 가족은 학교의 노력에 대한 보답으로 새로운 테니스 코트를 지어주었다. 그의 읽기, 쓰기, 철자, 계산 능력은 4학년 수준(9~10세)이라고 보고되었다. 이 기간 동안, 그의 어머니는 그의 큰오빠 존이 그와 함께 티 댄스에 참석하도록 주선했다. 그 덕분에 그는 춤을 추는 동안 "전혀 다르지 않아 보였다."고 한다.

로즈마리는 많은 책을 읽지 않았지만 《곰돌이 푸》를 읽을 수 있었다. 1930년대 후반에 그가 쓴 일기들이 1980년대에 출판되었는데, 이는 오페라 관람, 티 댄스, 드레스 피팅, 그리고 다른 사교 활동들로 가득 찬 젊은이의 삶을 보여준다. 케네디는 1939년 로마에서 열린 교황 비오 12세의 대관식에 가족과 함께 참석했다. 그는 또한 백악관도 방문했다. 케네디의 부모는 《우먼스 데이》 잡지에 그가 "유치원 교사가 되기 위해 공부하고 있다."고 말했고, 《페어런츠》 잡지에는 그가 "사회복지 사업에 관심이 있지만, 무대에 서고 싶은 은밀한 열망을 품고 있다고 한다."고 전했다. 《보스턴 글로브》가 로즈마리와의 인터뷰를 요청했을 때, 그의 아버지의 보좌관이 답변을 준비했고 로즈마리는 이를 힘들게 베껴 썼다.
"나는 항상 진지한 취향을 가지고 있었고 인생이 단순히 즐기기 위해 주어진 것이 아님을 이해합니다. 얼마 전부터 나는 잘 알려진 마리아 몬테소리 박사의 심리학적 방법을 공부해 왔으며 작년에 교사 자격증을 취득했습니다."
1938년, 케네디는 아버지가 영국 주재 미국 대사로 재직하는 동안 버킹엄 궁전에서 조지 6세와 엘리자베스 여왕에게 데뷔탕트로 소개되었다. 케네디는 복잡한 왕실 커트시를 수 시간 동안 연습했다. 행사 중 그는 넘어져 거의 쓰러질 뻔했다. 로즈 케네디는 이 사건에 대해 결코 언급하지 않았고 데뷔를 성공으로 취급했다. 군중들은 아무런 반응을 보이지 않았고, 국왕과 여왕은 마치 아무 일도 없었다는 듯이 미소 지었다.

## 뇌엽 절제술
케네디의 여동생 유니스에 따르면, 로즈마리가 22세 때인 1940년 영국에서 미국으로 돌아왔을 때, 그는 "점점 더 짜증을 내고 다루기 힘들어졌다". 케네디는 종종 발작을 일으켰고 격렬한 분노 발작을 일으켜 다른 사람들을 때리고 다치게 했다. 매사추세츠 서부의 여름 캠프에서 퇴출당하고 필라델피아의 기숙학교에서 단 몇 개월만 머문 후, 케네디는 워싱턴 D.C.의 수녀원 학교로 보내졌다. 케네디는 밤에 수녀원 학교를 몰래 빠져나가기 시작했다. 수녀원의 수녀들은 로즈마리가 성적 파트너와 관계를 맺어 성병에 걸리거나 임신할 수 있다고 생각했다. 그의 간헐적인 비정상적 행동은 부모를 좌절시켰다. 특히 아버지는 케네디의 행동이 가족에게 수치심을 주고 당황하게 만들어 자신과 자녀들의 정치 경력에 해를 끼칠 것을 걱정했다.

케네디가 23세일 때, 의사들은 그의 아버지에게 뇌엽 절제술이 그의 기분 변화를 진정시키고 간헐적인 폭력적 발작을 멈출 수 있다고 말했다. 조 시니어는 로즈마리가 뇌엽 절제술을 받아야 한다고 결정했다. 그러나 그는 시술이 완료될 때까지 아내에게 이 결정을 알리지 않았다. 시술은 1941년 11월에 이루어졌다. 로널드 케슬러의 1996년 조 시니어 전기 《아버지의 죄》에서, 월터 프리먼과 함께 시술을 수행한 제임스 W. 와츠(둘 모두 조지 워싱턴 대학교 의과대학 소속)는 케슬러에게 시술을 다음과 같이 설명했다.
로즈마리가 가볍게 진정된 후, "우리는 머리 꼭대기를 통해 들어갔습니다." 와츠 박사는 회상했다. "그가 깨어 있었던 것 같습니다. 가벼운 진정제를 맞았죠. 나는 두개골을 통해 뇌에 외과적 절개를 했습니다. 앞쪽 근처였죠. 양쪽 모두에 했습니다. 우리는 단지 작은 절개만 했습니다, 1인치도 안 되는." 와츠 박사가 사용한 도구는 버터 나이프처럼 생겼다. 그는 그것을 위아래로 흔들어 뇌 조직을 절제했다. "우리는 도구를 안으로 넣었습니다." 그가 말했다. 와츠 박사가 절제하는 동안, 프리먼 박사는 로즈마리에게 예를 들어 주기도문을 암송하거나 "하나님께서 미국을 축복하시기를"을 부르거나 거꾸로 숫자를 세도록 요청했다;... "우리는 이렇게 로즈마리의 반응을 바탕으로 얼마나 더 절제해야 할지 추정하려 했습니다." 그가 말이 되지 않는 소리를 내기 시작하자, 그들은 절제를 멈췄다.
와츠는 케슬러에게 자신의 의견으로는 케네디가 "정신 지체"가 아니라 우울증의 한 형태를 가지고 있었다고 말했다. 두 의사가 쓴 모든 논문을 검토한 결과 와츠의 선언이 확인되었다. 두 의사가 뇌엽 절제술을 시행한 모든 환자들은 어떤 형태의 정신 장애가 있다고 진단되었다. 이전에 케네디 대통령의 보좌관이었던 국립 정신건강 연구소 소장 버트램 S. 브라운은 케슬러에게 조 케네디가 존의 대통령 출마 평판을 보호하기 위해 딸 로즈마리를 정신병이 아닌 정신 지체라고 언급했으며, 가족의 "정신 질환에 대한 지원 부족은 실제로 그랬던 것에 대한 평생의 가족 부정의 일부"라고 말했다. 시술이 엄청난 해를 끼쳤다는 것은 빠르게 분명해졌다. 케네디의 정신 능력은 2살 아이 수준으로 감소했다. 그는 걷거나 명확하게 말할 수 없었고 실금 증상이 있었다.

### 뇌엽 절제술 이후
뇌엽 절제술 후, 케네디는 즉시 시설에 수용되었다. 그는 처음에 뉴욕시에서 90분 북쪽에 있는 사설 정신병원인 크레이그 하우스에서 몇 년 동안 살았다. 1949년, 그는 위스콘신주 제퍼슨으로 이주했고, 그곳에서 생의 나머지를 성 콜레타 특수아동 학교(이전에는 '성 콜레타 지체 청소년 연구소'로 알려짐) 부지에서 보냈다. 보스턴의 리처드 커싱 대주교가 그의 아버지에게 300명 이상의 장애인 수용 시설인 성 콜레타에 대해 알려주었고, 아버지는 그를 위해 성 콜레타 주 캠퍼스 밖 1마일 정도 떨어진 곳에 사설 주택을 지었다. 이 집은 평생 돌봄이 필요한 성인들을 위해 설계된 알베르노 하우스 근처에 있었다. 수녀들은 이 집을 "케네디 별장"이라고 불렀다. 마거릿 앤 수녀와 리어나 수녀 두 명의 가톨릭 수녀, 한 명의 학생, 그리고 일주일에 세 번 밤 동안 케네디와 도자기 작업을 하는 여성이 그를 돌보았다. 그리고 그녀를 돌본 가톨릭 수녀의 얘기에 의하면 그녀는 아주 얌전해졌고 더이상 그녀는 비정상이 아니다고 증언하였다. 또 케네디는 산책을 위해 탈 수 있는 차와 함께 산책할 수 있는 개를 가지고 있었고 하루에 한번씩 산책하였다고한다.
케네디의 상태에 대응하여, 그의 부모는 그를 가족으로부터 분리시켰다. 로즈 케네디는 20년 동안 그를 방문하지 않았다. 조 시니어는 시설에 있는 딸을 전혀 방문하지 않았다. 《로즈마리: 숨겨진 케네디의 딸》(Rosemary: The Hidden Kennedy Daughter)에서 저자 케이트 클리포드 라슨은 케네디의 뇌엽 절제술이 20년 동안 가족들에게 숨겨졌다고 말했다; 그의 형제자매 중 누구도 그의 소재를 알지 못했다. 1958년 그의 오빠 존이 미 상원 재선 운동을 하는 동안, 케네디 가족은 그가 은둔 생활을 한다고 주장하며 그의 부재를 설명했다. 가족들은 존이 대통령으로 선출된 후인 1961년까지 그의 부재를 공개적으로 설명하지 않았다. 케네디 가족은 그가 실패한 뇌엽 절제술 때문에 시설에 수용되었다고 밝히지 않고, 대신 "정신 지체"로 보인다고 말했다. 1961년, 조 시니어가 뇌졸중을 겪고 말을 하지 못하고 걷지 못하게 된 후, 로즈마리의 형제자매들은 그의 위치를 알게 되었다.
로즈마리의 상태는 1962년 여동생 유니스가 《더 새터데이 이브닝 포스트》와의 인터뷰에서 공개적으로 밝혔지만, 그의 뇌엽 절제술은 1987년 역사학자 도리스 컨스 굿윈이 책 《피츠제럴드와 케네디》에서 밝힐 때까지 공개적으로 알려지지 않았다.

## 여생
1969년 아버지의 사망 이후, 케네디 가족은 점차 로즈마리를 가족 생활에 다시 포함시켰다. 그는 가끔 플로리다와 워싱턴 D.C.에 있는 친척들을 방문하거나, 매사추세츠 케이프 코드에 있는 어린 시절 집을 방문하기도 했다. 그때쯤 로즈마리는 다시 걷는 법을 배웠지만, 절뚝거리며 걸었다. 명확하게 말하는 능력을 되찾지 못했고 팔에 마비 증상이 있었다. 그의 상태는 때때로 유니스 케네디 슈라이버가 후에 스페셜 올림픽을 설립하게 된 영감의 원천으로 여겨진다. 하지만 슈라이버는 1995년 《뉴욕 타임스》와의 인터뷰에서 케네디는 단지 그의 집에 수영하러 오던 여러 장애인 중 한 명일 뿐이며, 이 대회가 어떤 특정 개인에 초점을 맞추어서는 안 된다고 말했다.
케네디는 2005년 1월 7일, 86세의 나이로 위스콘신주 포트 앳킨슨의 포트 앳킨슨 메모리얼 병원에서 자연사했다. 사망 당시 그의 형제자매들(자매 진, 유니스, 패트리샤와 남동생 테드)이 곁에 있었다. 그는 매사추세츠 주 브루클린의 홀리후드 묘지에서 부모 옆에 묻혔다.

## 같이 보기
- 케네디가

## 더 읽어보기
- Burns, James MacGregor (1960). 《John Kennedy: A Political Profile》. Harcourt Brace.
- Collier, Peter; Horowitz, David (1984). 《The Kennedys》. New York: Summit Books. ISBN 0-671-44793-9.
- El-Hai, Jack (2004). 《The Lobotomist: A Maverick Medical Genius and His Tragic Quest to Rid the World of Mental Illness》. Wiley. ISBN 0-471-23292-0.
- Gibson, Barbara (1995). 《Rose Kennedy and Her Family: The Best and Worst of Their Lives and Times》. Birch Lane Press. ISBN 1-55972-299-1.
- Kennedy, Rose (1974). 《Times to Remember》. Doubleday. ISBN 0-385-47657-4.
- Kessler, Ronald (1996). 《The Sins of the Father: Joseph P. Kennedy and the Dynasty He Founded》. Warner Books. ISBN 0-446-60384-8.
- Leamer, Laurence (1994). 《The Kennedy Women: The Saga of an American Family》. Villard Books. ISBN 0-679-42860-7.
- McCarthy, Joe (1960). 《The Remarkable Kennedys》. Dial Press. OCLC 559761987.
- McTaggart, Lynne (1983). 《Kathleen Kennedy》. Dial Press. ISBN 9780385274159.
- Valenstein, Elliot S (1986). 《Great and Desperate Cures: The Rise and Decline of Psychosurgery and Other Radical Treatments for Mental Illness》. Basic Books.
- Shriver, Timothy (2014). 《Fully Alive: Discovering What Matters Most》. New York, NY: Sarah Crichton Books-Farrar, Straus and Giroux. ISBN 9780374280918.
- Larson, Kate (2015). 《Rosemary: The Hidden Kennedy Daughter》.